# Casablanca-Konferenz

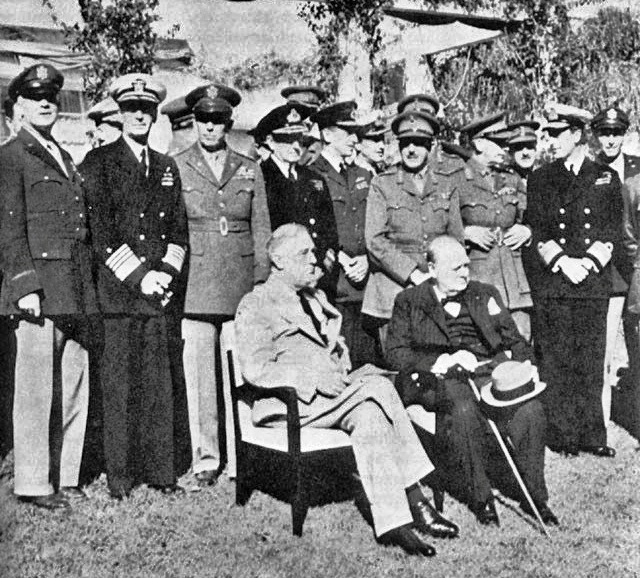
Sitzend: Der amerikanische Präsident Roosevelt und der britische Premierminister Churchill.
Stehend, 1. Reihe v. l. n. r.: General Arnold, Admiral King, General Marshall, Admiral Pound, Air Chief Marshal Portal, General Brooke, Field Marshal Dill und Admiral Mountbatten

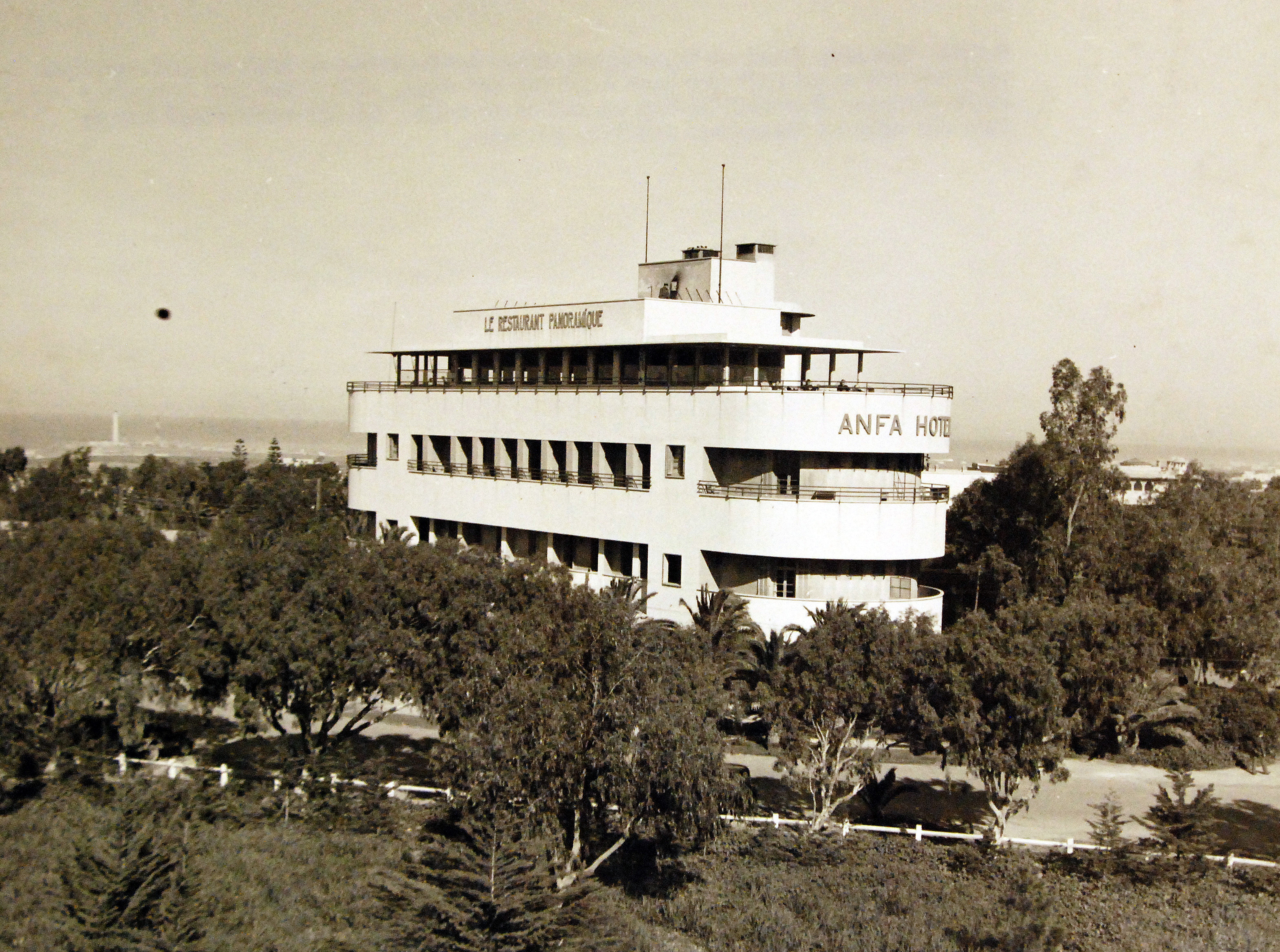
Das Anfa-Hotel, Ort der Konferenz

Die Konferenz von Casablanca (Codename: Symbol) war ein Geheimtreffen der Anti-Hitler-Koalition zwischen US-Präsident Franklin D. Roosevelt, dem britischen Premierminister Winston Churchill und den Combined Chiefs of Staff (CCS) während des Zweiten Weltkriegs. Sie wurde vom 14. bis zum 24. Januar 1943 in der marokkanischen Stadt Casablanca abgehalten.
Josef Stalin war zwar eingeladen, blieb der Konferenz aber mit der Begründung fern, dass er wegen der Einkesselung der deutschen 6. Armee in der Schlacht von Stalingrad, wo man seine militärische Führung benötige, die Sowjetunion nicht verlassen könne.

## Situation
Roosevelt und Churchill legten zusammen mit ihren Stabschefs die weitere Kriegsführung gegen die Achsenmächte fest. Zum ersten Mal fühlten sich die Alliierten in der Lage, bestimmen zu können, wann und wo sie den Krieg auf das europäische Festland verlagern könnten. Nordafrika war bereits weitgehend unter Kontrolle der Alliierten, da nur noch in Tunesien Kämpfe andauerten. Die Rote Armee kam mit ihren Offensiven im Donbecken weiter voran, nachdem die in Stalingrad eingeschlossenen Deutschen kurz vor der Kapitulation standen. Die USA hatten mit der Schlacht um Guadalcanal im Pazifikkrieg einen Wendepunkt gegen Japan erreicht.
Gefahr für die Nachschubwege von den USA nach Großbritannien und Afrika ging hingegen noch von den deutschen U-Booten im Atlantik aus. Während des ersten Treffens des CCS in Casablanca führte General Alan Brooke aus, die Verknappung von Schiffstransporten schnüre allen offensiven Operationen die Luft ab; wenn die Alliierten die Bedrohung durch U-Boote nicht effektiv bekämpfen könnten, würden sie den Krieg möglicherweise nicht gewinnen können.
Der Mangel an Ressourcen war ein entscheidender Faktor in der Planung der weiteren Operationen. Obwohl die USA ihr ganzes wirtschaftliches Potential aufwandten, um Kriegsmaterial zu produzieren, waren die Truppen der Westalliierten bislang nur zu kleineren Offensivaktionen fähig. Wo und wann die alliierten Streitkräfte am effektivsten gegen den Gegner eingesetzt werden könnten, war ein zentraler Punkt in den Überlegungen der Konferenz des CCS. Zur Wahl standen unter anderem eine Invasion Westeuropas noch im Jahr 1943 oder die Konzentration der Hauptbemühungen auf den Mittelmeerraum.

## Pläne
Der Seekrieg und speziell die Bekämpfung der U-Boote erhielt die höchste Priorität, um den Aufmarsch und die Versorgung zu sichern. Die Luftwaffe sollte künftig deutsche U-Boot-Werften (gefolgt von Flugzeugindustrie, Transportwegen, Ölraffinerien und anderen Kriegsindustrien) als vorrangiges Ziel angreifen. Die Notwendigkeit zum weiteren und beschleunigten Bau von Begleitschiffen für die Geleitzüge wurde hervorgehoben. Die Geleitzüge nach Murmansk sollten wieder aufgenommen werden, um den Nachschub für die Sowjetunion zu steigern. Eine große Bomberoffensive (siehe Combined Bomber Offensive) sollte eingeleitet werden, wobei den Amerikanern Tagangriffe freigestellt wurden, denen die Briten kritisch gegenüber standen.
Churchills Plan war es, die afrikanischen Küsten zu erobern und mittels dort aufzubauender Basen die Achsenmächte von Süden her anzugreifen. General George C. Marshall war gegensätzlicher Meinung. Für ihn war es ein Fehler, von Tag zu Tag unkoordinierte Attacken gegen die Achse zu führen und den übergeordneten Plan zur schnellen Kapitulation Deutschlands außer Acht zu lassen.
General Brooke führte aus, dass der einzige Alliierte, der eine große Landstreitmacht im aktuellen Kampfgeschehen habe, die UdSSR sei. Zusammen mit den erhofften rund 21 Divisionen, die die Westalliierten in Frankreich anzulanden versuchten, werde jede andere Offensive im Gesamtplan absolut unwichtig sein. Allerdings könne sich diese Armee nur mit entsprechender Ausrüstung und Nachschubsicherung gegen die vermuteten 44 deutschen Divisionen behaupten.
Daraufhin kam der CCS zum Schluss, dass die Vorbereitungen zur Operation Roundup nicht vor Mitte August beendet sein würden. Damit sei ein Start der Invasion nicht vor dem Spätherbst 1943 möglich, was heiße, dass Roundup nicht die russische Sommeroffensive unterstützen könne. Churchill brachte daraufhin wieder den Plan zur Operation Sledgehammer zur Sprache. Die Mittelmeeraktionen sollten entsprechend eingeschränkt verlaufen. Er dachte auch daran, die Türkei in den Krieg mit einzubeziehen, um von dort eingerichteten Stützpunkten aus die rumänischen Ölfelder und über das Schwarze Meer die Sowjetunion zu erreichen.
Als Resultat der CCS-Konsultationen einigten sich die Oberbefehlshaber zusammen mit dem US-Präsidenten und dem britischen Premierminister darauf, zuerst den afrikanischen Krieg mit der Eroberung Tunesiens im Sommer 1943 zu Ende zu bringen, um die dort freiwerdenden Kräfte für die Anlandung an der italienischen Küste auf Sizilien einzusetzen (→ Operation Husky). Das war Teil eines Plans, Italien aus dem Krieg herauszubringen, die Straße von Sizilien für alliierte Konvois befahrbar zu machen (das sollte etwa 250 Frachtschiffe verfügbar machen, weil der Umweg um das Kap der Guten Hoffnung entfallen würde), deutsche Truppen von der Ostfront zu binden und eventuell die Türkei zum Kriegseintritt zu bewegen. Die Invasion Westeuropas wurde auf 1944 verschoben, wobei sich die Briten noch die Option für einen kleinen Brückenkopf ab Ende 1943 vorbehielten. Die USA legten ihre Priorität für Soldaten und Material für die nächsten Monate vorerst auf einen Offensivplan im Pazifik, ohne jedoch bei einem entsprechenden sowjetischen Erfolg eine vorgezogene europäische Landungsoffensive aus den Augen zu verlieren. Der Roundup-Invasionsplan sollte in allen notwendigen Details weiter ausgearbeitet werden.

## Gemeinsame Forderung einer bedingungslosen Kapitulation
Schon vor der Konferenz hatte sich die Auffassung in Washington und London herausgebildet, dass der Krieg mit der Kapitulation der Feindmächte enden müsse. Churchill hatte zwar für Italien eine Ausnahme favorisiert, um es aus dem Bündnis abspalten zu können, was das britische Kabinett rundweg abgelehnt hatte, und die Regierung in London wusste von den Gräueltaten und Verbrechen der Deutschen in den besetzten Ländern. Anders als zum Ende des Ersten Weltkriegs sollte es keine Zweifel mehr geben, wer den Krieg gewonnen haben würde. Verhandlungen wollte man nach den innenpolitischen Erfahrungen (Niederlage der Regierung Woodrow Wilson bei der Kongresswahl 1918) vermeiden und deutschlandpolitisch das Entstehen einer weiteren Dolchstoßlegende verhindern. Beide Mächte waren sich schon vor der Konferenz in der Ansicht einig gewesen, dass man zumindest die Hauptmächte bis zur vollständigen Kapitulation bekämpfen müsse. Der irritierende Handel mit Admiral Darlan während der Befreiung Algeriens hatte zu innenpolitischer Empörung geführt, und außenpolitisch erschien es ratsam, der Sowjetunion zu versichern, dass man trotz der Verzögerungen bei der Bildung einer zweiten europäischen Front keine Arrangements mit dem Feind treffen würde. Auf der Konferenz wurde die Forderung nach der bedingungslosen Kapitulation auf einer Pressekonferenz öffentlich gemacht. Warum Churchill und Roosevelt dies auf einer Pressekonferenz statt im Rahmen einer offiziellen Pressemitteilung taten, ist unklar.

## Einigungsversuch für das befreite Frankreich

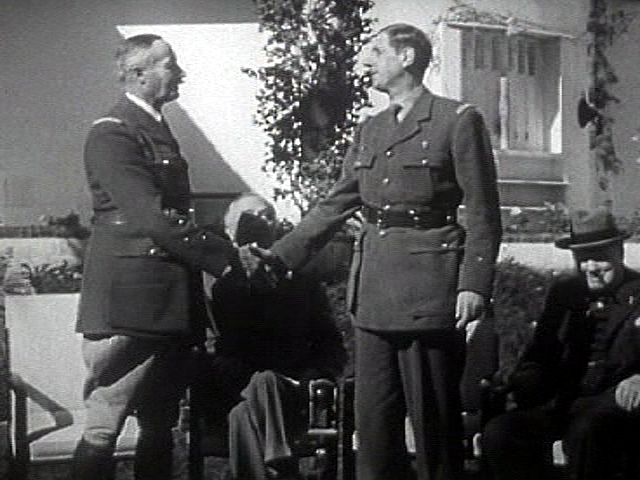
Giraud und De Gaulle

Roosevelt und Churchill wollten die Konkurrenz um die Führungsrolle im befreiten Frankreich beilegen und hatten dazu die beiden französischen Generäle Charles de Gaulle für das kämpfende Frankreich (Forces françaises libres) und Henri Giraud, den politisch unerfahrenen petainistischen Nachfolger des ermordeten Francois Darlan, der für die Alliierten als Hochkommissar für die befreiten französischen Gebiete in Nord- und Westafrika fungierte, eingeladen. De Gaulle weigerte sich auch gegen den Druck von Roosevelt, eine Vereinbarung mit seinem ehemaligen Vorgesetzten Giraud zu treffen, und es kam nur zur Geste des Händeschüttelns für die Presse, aber zu keiner Übereinkunft zwischen Gaullisten und Petainisten.